# Microporella trigonellata
Microporella trigonellata är en mossdjursart som beskrevs av Masayoshi Suwa och Shunsuke F. Mawatari 1998. Microporella trigonellata ingår i släktet Microporella och familjen Microporellidae. Inga underarter finns listade i Catalogue of Life.